# Tigermilk
Tigermilk es el título del álbum debut de la banda de música pop escocesa Belle and Sebastian. Publicado en 1996 a través del sello Electric Honey, con una tirada limitada de 1000 copias, la grabación fue realizada como trabajo de fin de curso de un curso de producción musical. El álbum fue reeditado en 1999 por el sello Jeepster Records.

## Lista de canciones
Todas las canciones fueron escritas por Stuart Murdoch
1. The State I Am In - 4:57
2. Expectations - 3:34
3. She's Losing It - 2:22
4. You're Just A Baby - 3:41
5. Electronic Renaissance - 4:50
6. I Could Be Dreaming - 5:56
7. We Rule The School - 3:27
8. My Wandering Days Are Over - 5:25
9. I Don't Love Anyone - 3:56
10. Mary Jo - 3:29

## Personal
- Stuart Murdoch - Voz, Guitarra
- Stuart David - Bajo
- Isobel Campbell - Violonchelo
- Chris Geddes - Teclados, piano
- Richard Colburn - Batería
- Stevie Jackson - Guitarra
- Mick Cooke - Trompeta